# Pyromaia tuberculata
Pyromaia tuberculata är en kräftdjursart som först beskrevs av William Neale Lockington 1877.  Pyromaia tuberculata ingår i släktet Pyromaia och familjen Inachoididae. Inga underarter finns listade i Catalogue of Life.

## Bildgalleri

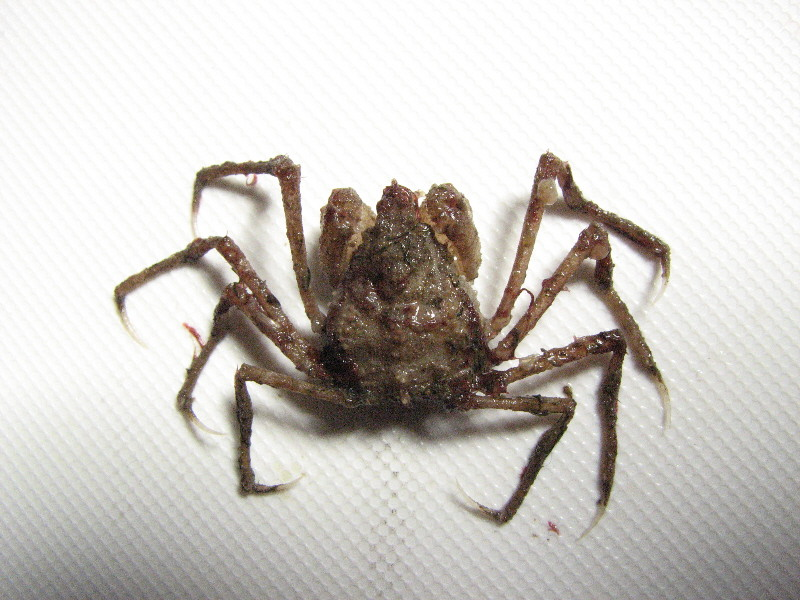